# Leonardo López Luján
Leonardo Náuhmitl López Lján (n. 31 martie 1964, Ciudad de México, Mexic) este un arheolog mexican proeminent. Din 1991, el a condus săpături la Templo Mayor, rămășițele unei mari piramide aztece în centrul Mexico City.

## Publicații majore
- La recuperación mexica del pasado teotihuacano, 1989.
- Nómadas y sedentarios: el pasado prehispánico de Zacatecas, 1989.
- The Offerings of the Templo Mayor of Tenochtitlan, 1993, 1994, 2005.
- Xochicalco y Tula, with Robert H. Cobean and Guadalupe Mastache, 1995, 1996.
- Mito y realidad de Zuyuá, with Alfredo López Austin, 1999, 2017.
- Viaje al mercado de México, 2000, 2013.
- Mexico's Indigenous Past, with Alfredo López Austin, 1996, 1998, 2001, 2012, 2014.
- Aztèques. La collection de sculptures du Musée du quai Branly, with Marie-France Fauvet-Berthelot, 2005.
- La Casa de las Águilas, 2 vols., 2006.
- Tenochtitlan, with Judy Levin, 2006.
- Breaking Through Mexico's Past, with Davíd Carrasco and Eduardo Matos Moctezuma, 2007, 2007.
- Escultura monumental mexica, with Eduardo Matos Moctezuma, 2009, 2012.
- Monte Sagrado/Templo Mayor: el cerro y la pirámide en la tradición religiosa mesoamericana, with Alfredo López Austin, 2009, 2012.
- Tlaltecuhtli, 2010.
- El capitán Guillermo Dupaix y su álbum arqueológico de 1794, 2015.
- Arqueología de la arqueología: ensayos sobre los orígenes de la disciplina en México, 2017.
- Pretérito pluscuamperfecto: visiones mesoamericanas de los vestigios arqueológicos. Lección inaugural de El Colegio Nacional, 2019.
- Los primeros pasos de un largo trayecto: la ilustración de tema arqueológico en la Nueva España del siglo XVIII. Discurso de ingreso de la Academia Mexicana de la Historia, 2019.
- El ídolo sin pies ni cabeza: la Coatlicue a finales del México virreinal, 2020.
- El pasado imaginado: arqueología y artes plásticas en México (1440-1821), 2021.
- Los muertos viven, los vivos matan: Mictlantecuhtli y el Templo Mayor de Tenochtitlan, 2021.

### Publicații colective
- Atlas histórico de Mesoamérica, with Linda Manzanilla, 1989.
- Historia antigua de México, 4 vols., with Linda Manzanilla, 1994–1995, 2000–2001, 2014.
- Camino al Mictlan, with Vida Mercado, 1997.
- La Casa de las Águilas: reconstrucción de un pasado, with Luis Barba, 2000.
- Gli Aztechi tra passato e presente, with Alessandro Lupo and Luisa Migliorati, 2006.
- Sacrificios de consagración en la Pirámide de la Luna, with Saburo Sugiyama, 2006.
- Arqueología e historia del Centro de México. Homenaje a Eduardo Matos Moctezuma, with Davíd Carrasco and Lourdes Cué, 2006.
- Moctezuma: Aztec Ruler, with Colin McEwan, 2009, 2010.
- The Art of Urbanism: How Mesoamerican Kingdoms Represented Themselves in Architecture and Imagery, with William L. Fash, 2009, 2012.
- El sacrificio humano en la tradición religiosa mesoamericana, with Guilhem Olivier, 2010.
- Humo aromático para los dioses: una ofrenda de sahumadores al pie del Templo Mayor de Tenochtitlan, 2012, 2014.
- El oro en Mesoamérica, special issue of Arqueología Mexicana, 2017.
- Nuestra sangre, nuestro color: la escultura polícroma de Tenochtitlan, 2017.
- Al pie del Templo Mayor de Tenochtitlan: estudios en honor de Eduardo Matos Moctezuma, with Ximena Chávez Balderas, 2 vols., 2019.
- La arqueología ilustrada americana: la universalidad de una disciplina, with Jorge Maier Allende, 2021.
- Eduardo Matos Moctezuma: ochenta años, 2021.

## Legături externe
- Leonardo López Luján, Mesoweb on-line publications
- Works by Leonardo López Luján Arhivat în 6 noiembrie 2014, la Wayback Machine. in libraries (WorldCat catalog)
- Leonardo López Luján, "The Great Temple Project" Arhivat în 13 martie 2016, la Wayback Machine.
- Leonardo López Luján, "El Proyecto Templo Mayor (1991-2017)" Arhivat în 15 octombrie 2017, la Wayback Machine.
- Templo Mayor Museum, official site es
- Mesoamerican Archive and Research Project, Harvard University Arhivat în 21 octombrie 2017, la Wayback Machine.
- A.R. Williams, "Pyramid of Death", National Geographic Magazine, October 2006 Arhivat în 1 februarie 2009, la Wayback Machine.
- Stefan Lovgren, "Aztec Temple found in Mexico City", National Geographic News, 5 octombrie 2006
- Johanna Tuckman, "Aztec Temple Found in Mexico City", American Archaeology, Summer 2008
- Robert Draper, "Greatest Aztec", National Geographic Magazine, November 2010